# شهرستان هنکاک (آیووا)
شهرستان هنکاک، آیووا (به انگلیسی: Hancock County, Iowa) یک شهرستان در ایالات متحده آمریکا است که در آیووا واقع شده‌است.